# Kärde
Kärde est un village de la Commune de Jõgeva du Comté de Jõgeva en Estonie.
Au 31 décembre 2011, il compte 97 habitants.